# (36830) 2000 SW100
2000 SW100 (asteroide 36830) é um asteroide da cintura principal. Possui uma excentricidade de 0.20012890 e uma inclinação de 10.40520º.
Este asteroide foi descoberto no dia 23 de setembro de 2000 por LINEAR em Socorro.